# Zdzisław Soczewiński

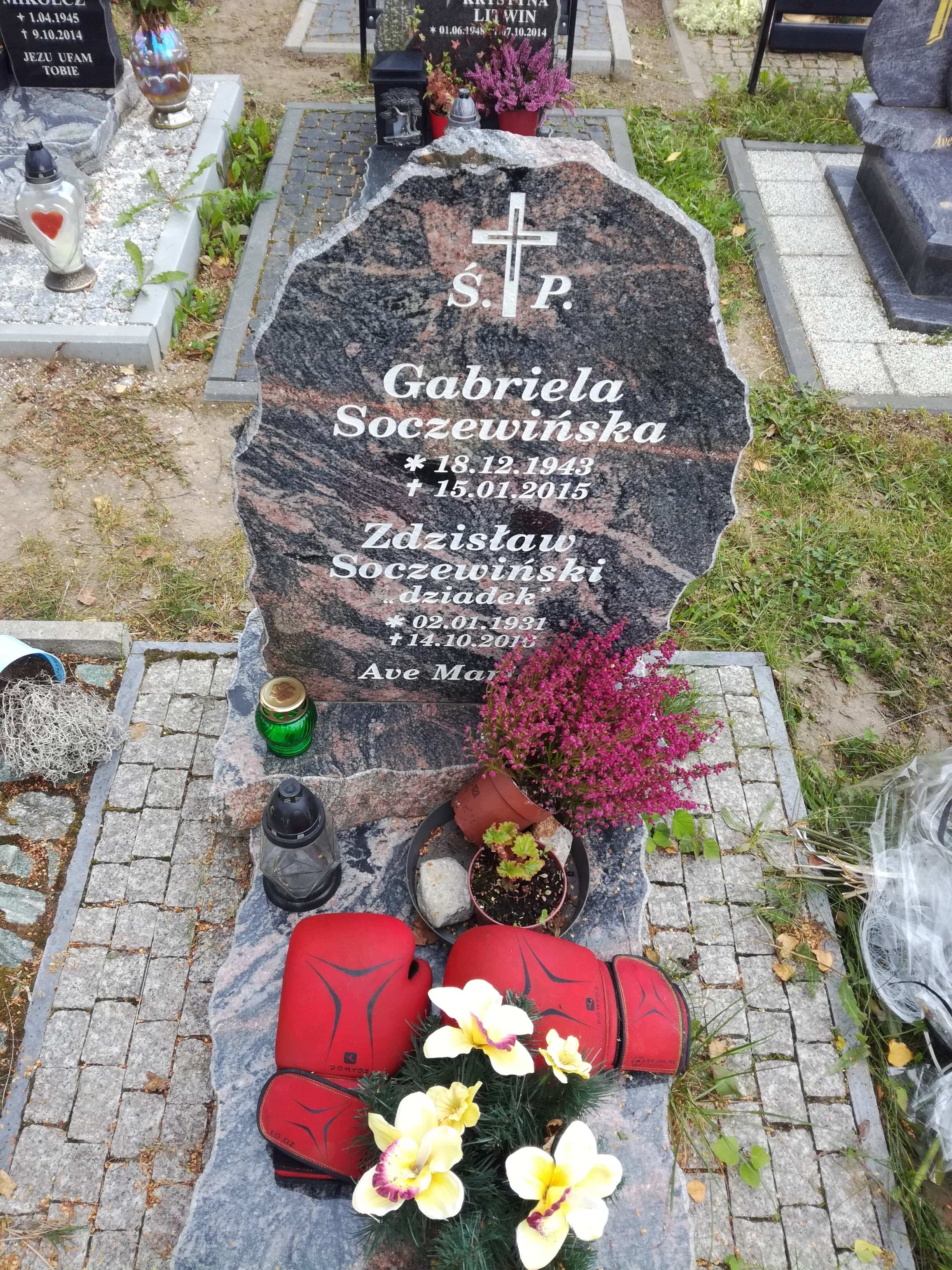
Grób Zdzisława Soczewińskiego na Cmentarzu Łostowickim w Gdańsku

Zdzisław Soczewiński (ur. 1 lutego 1931 w Tarłowie, zm. 14 października 2016) – polski bokser startujący w kategorii piórkowej, trener.

## Życiorys
Był zawodnikiem, który reprezentował barwy klubów: Kolejarza Gdańsk, Legii Warszawa oraz Gedanii Gdańsk.
Uczestniczył w mistrzostwach Europy w Berlinie Zachodnim 1955, przegrywając swoją walkę w ćwierćfinale wagi piórkowej. W latach 1952–1956 wystąpił 11 razy w reprezentacji Polski, z czego 4 pojedynki wygrał i 7 przegrał.
Pięściarstwa uczył się u samego Feliksa "Papy" Stamma. 1 października 1975 został trenerem, uczył boksu m.in. Dariusza Michalczewskiego i Iwonę Guzowską.
Został pochowany na Cmentarzu Łostowickim w Gdańsku.

## Sukcesy
- Mistrzostwo Polski (1955)
- Wicemistrzostwo Polski (1952)
- Trzykrotny brązowy medalista MP (1951, 1953, 1956)
- Trzykrotny drużynowy mistrz Polski (1948/49, 1951/52, 1952/53)
- Były członek kadry narodowej